# Himmelsaufstieg (Altes Ägypten)
Der Himmelsaufstieg stellte bereits seit der frühdynastischen Zeit ein altägyptisches Ritual dar, das nur den verstorbenen Königen vorbehalten war. Aus den späteren Pyramidentexten des Alten Reiches geht hervor, dass der zweite Mondmonatstag mit dem „Himmelsaufstieg des verstorbenen Königs“ als „Krönungs- und Erscheinungstag“ verbunden war: „Dein Erscheinen gehört dem zweiten Mondmonatstag“. In den Pyramidentexten wird geschildert, dass nach erfolgtem Himmelsaufstieg Seth, Nephthys, Osiris, Isis, Thot und Dunanui als „Götter der Himmelsrichtungen“ ausgesandt wurden, um die Thronbesteigung des Königs im Himmel zu verkünden.

## Mythologische Verbindungen

### Der Elfenbeinkamm des Königs Wadji
Aus der 1. Dynastie ist der Elfenbeinkamm des Königs Wadji bekannt. Dort ist bereits die Kosmologie und das dazugehörige Weltbild dargestellt, das den Himmel und die Erde abbildet. Dazwischen fungierte der König als Mittler zwischen beiden Regionen. Der Name des Wadji stand mit dem Falkensymbol entsprechend zwischen der himmlischen Ebene und der Erde. Über ihm befand sich ein Flügelpaar als Repräsentant der außerirdischen Himmelssphäre, die Horus auf einer Sonnenbarke durchfuhr. Der Falke und der im Serech eingetragene Name des Königs füllte dabei den Zwischenraum beider Regionen aus. An den Seiten des Elfenbeinkammes sind zwei himmlische Stützen zu erkennen.
Die späteren Pyramidentexte verweisen auf die Symbolik des Elfenbeinkammes. Die Macht des Königs war sowohl auf irdischer als auch in der himmlischen Ebene wirksam. Damit befindet sich der König in einer eigenen Ebene, die schriftlich erst in den Pyramidentexten näher beschrieben werden sollte. Es bestand jedoch der Unterschied, dass sich der König nicht als Falkengott Horus verstand, sondern sich als seinen direkten Abkömmling ansah, der mit den himmlischen Horuskräften ausgestattet war.

### Entwicklung der Kosmogenie
Mit Beginn der 2. Dynastie symbolisierten Horus und Seth „die beiden Länder“ Unter- und Oberägypten, deren Vereinigung mit dem „Vereinigungsfest der beiden Länder“ jeder König bei Amtsantritt feierte. Der König (Pharao) sah sich deshalb im frühen Alten Reich als Verkörperung des von Horus und Seth personifizierten Königtums. Der Tod des Königs hing in der altägyptischen Mythologie offensichtlich mit dem „Streit von Horus und Seth“ zusammen. Hierbei wurden Seth von Horus die Hoden ausgerissen, weshalb wiederum Seth das Auge des Horus entfernte. Atum übernahm in diesem Streit die Rolle der heilenden Gottheit.
Die Erhebung der Sonne zum Sonnengott Re führte in der 4. Dynastie zu einer Neuorientierung der Sonnentheologie. Die Könige sahen sich ab König Radjedef als „Söhne des Re“. Nur kurze Zeit später ist erstmals der Kult der Gottheit Osiris bezeugt, der jedoch in der Anfangsphase nicht „Gott des Königs“ ist, sondern noch als „Totengott der Menschen“ verstanden wird und später mit dem in Abydos beheimateten Totengott Chontamenti verschmilzt. In den Toten- und Pyramidentexten sind die Veränderungen der Königsmythologie spürbar, die nach dem Zusammenbruch des Alten Reiches zu tiefgreifenden Einschnitten im Totenkult führen sollten.

## Der Himmelsaufstieg des Königs

### Göttliche Berufung
Im Gegensatz zu den Menschen, die am Ende ihres Lebens starben und in das „Reich der Erde zu ihren verborgenen Plätzen gelangten“, wird der König seit der 4. Dynastie von „seinem Vater Re gerufen“, um lebend zu ihm in den Himmel aufzusteigen:

„Siehe, der König steigt auf, siehe der König kommt. Er kommt aber nicht von selbst. Eure Boten sind es, die ihn gebracht haben, das Wort des Gottes hat ihn aufsteigen lassen.“

### Abstieg in die Grenzbereiche des Todes
Bevor der Himmelsaufstieg begann, musste das Ritual der Einbalsamierung und Mumifizierung durchgeführt werden. Dazu wurde der Körper des Königs im Sarkophag in die vorbereiteten unterirdischen Grabkammern der Pyramide gebracht. Während der dazugehörigen Riten wurden dem König alle Eingeweide entfernt, da sie einen „unvergänglichen Zustand im Himmel“ verhinderten. Die damit in Zusammenhang stehende Entnahme der Körperflüssigkeiten mit begleitender Verklärung fand durch zusätzliches Begießen des Körpers mit Wasser statt, der dazu auf ein wasserbeckenähnliches Gebilde gelegt wurde. Diesen Vorgang beschrieben die Altägypter als „Überquerung des Sees“.
Das gleichzeitig anrufbare göttliche Totengericht stellte eine Gefahr dar, da ein „Antrag auf Überprüfung der Taten“ bei Verfehlungen des Königs ein negatives Urteil folgen ließ, was nicht nur den Himmelsaufstieg verhinderte, sondern zu einem ewigen Aufenthalt im „verborgenen Bereich des Todes“ führte. Das positive Ergebnis eines Antrags ist im Pyramidentext beschrieben:

„Der König ist vorbeigegangen an dem Haus jenes Ba, die Angriffswut des „großen Sees“ hat ihn verfehlt. Sein Fährgeld für die große Fähre wurde nicht genommen. Der Palast der weißen Keile der Großen hat ihn nicht abgewiesen. Siehe, der König hat die Höhe des Himmels erreicht.“

### Himmelsaufstieg mit anschließender Barkenfahrt
Nach der erfolgreichen Mumifizierung und dem vollzogenen Mundöffnungsritual begann die erste Phase des Übergangs zu den göttlichen Ahnen im himmlischen Gebiet von Qebehu. Im Anschluss daran folgte mit der zweiten Phase die Fahrt in der Sonnenbarke des Re:

„Mögest du dich reinigen im Qebehu der Sterne...Das Sonnenvolk schreit auf vor dir, wenn die unvergänglichen Sterne dich emporgehoben haben. Mögest du aufsteigen zum Ort, wo dein Vater ist, zum Ort wo Geb ist, damit er dir gebe, was an der Stirn des Horus ist (Königsdiadem) und du dadurch (ein) Ba wirst, Sechem-Macht gewinnst und zum „Ersten der Westlichen wirst“.“

### Ankunft und Besteigung des himmlischen Throns
In den Pyramidentexten äußerte der König den Wunsch, dass Re ihn nach Ankunft der Sonnenbarke aufnimmt und er wie Sah und Sopdet am Sternenhimmel untergehen und in den Armen seines Vaters im Lichtland wieder aufgehen kann:

„Oh Re-Atum, dieser König kommt zu dir, ein unvergänglicher Geist, dein Sohn kommt zu dir, dieser König kommt zu dir. Möget ihr den Himmel durchziehen, vereint in der Finsternis. Möget ihr aufgehen im Lichtland an dem Ort, wo es euch wohl ist...Oh Re-Atum, dein Sohn kommt zu dir, der König kommt zu dir. Lass ihn zu dir aufsteigen, schließe ihn in deine Umarmung, dein Sohn ist er deines Leibes ewiglich.“